# Овальный кабинет
Овальный кабинет (англ. Oval Office) — рабочая комната (кабинет) президента США в составе его Исполнительного офиса в Западном крыле Белого дома. 

## Общие сведения
Находится в Западном крыле здания, имеет три больших окна, выходящих на юг, и четыре двери. Восточная выходит в Розовый сад, западная в небольшой частный кабинет и столовую, северо-западная в коридор западного крыла, северо-восточная в кабинет секретаря президента. Рабочий стол главы государства — перед южными окнами. С северной стороны находится камин. Большой диаметр равен 10,9 метра, малый диаметр 8,8 метра, высота потолка 5,6 метра.
Комната черпает вдохновение из овальных комнат в главной резиденции Белого дома. Овальный кабинет в западном крыле был создан, когда крыло было расширено в начале 1900-х годов, через несколько лет после постройки крыла. Президенты обычно украшают кабинет в соответствии со своими личными вкусами, выбирая мебель и драпировки и часто заказывая овальные ковры. Произведения искусства выбираются из коллекции Белого дома или заимствуются из музеев на срок полномочий президента.
Первая версия Овального кабинета была построена в 1909 году по проекту архитектора Нейтана Вайта при президенте Уильяме Тафте.
В 1934 году при президенте Рузвельте кабинет был перестроен. Его модернизацией занимался Эрик Гаглер.

## Культурное наследие
Овальный кабинет стал ассоциироваться в сознании американцев с самим президентством через памятные образы, такие как молодой Джон Кеннеди-младший, заглядывающий через переднюю панель стола своего отца, президент Ричард Никсон, говорящий по телефону с астронавтами Аполлон-11 во время их прогулки по Луне, и Эми Картер, приносящая свою сиамскую кошку Мисти Маларки Ин Ян, чтобы скрасить день ее отца, президента Джимми Картера. Несколько президентов время от времени обращались к нации из Овального кабинета. Примерами служат Кеннеди, представляющий новости о Карибском кризисе (1962), Никсон, объявляющий о своей отставке с должности (1974), Рональд Рейган после катастрофы космического челнока Челленджер (1986), и Джордж Буш-младший после атак 11 сентября (2001).

## Современный облик Овального кабинета: с 1934 года

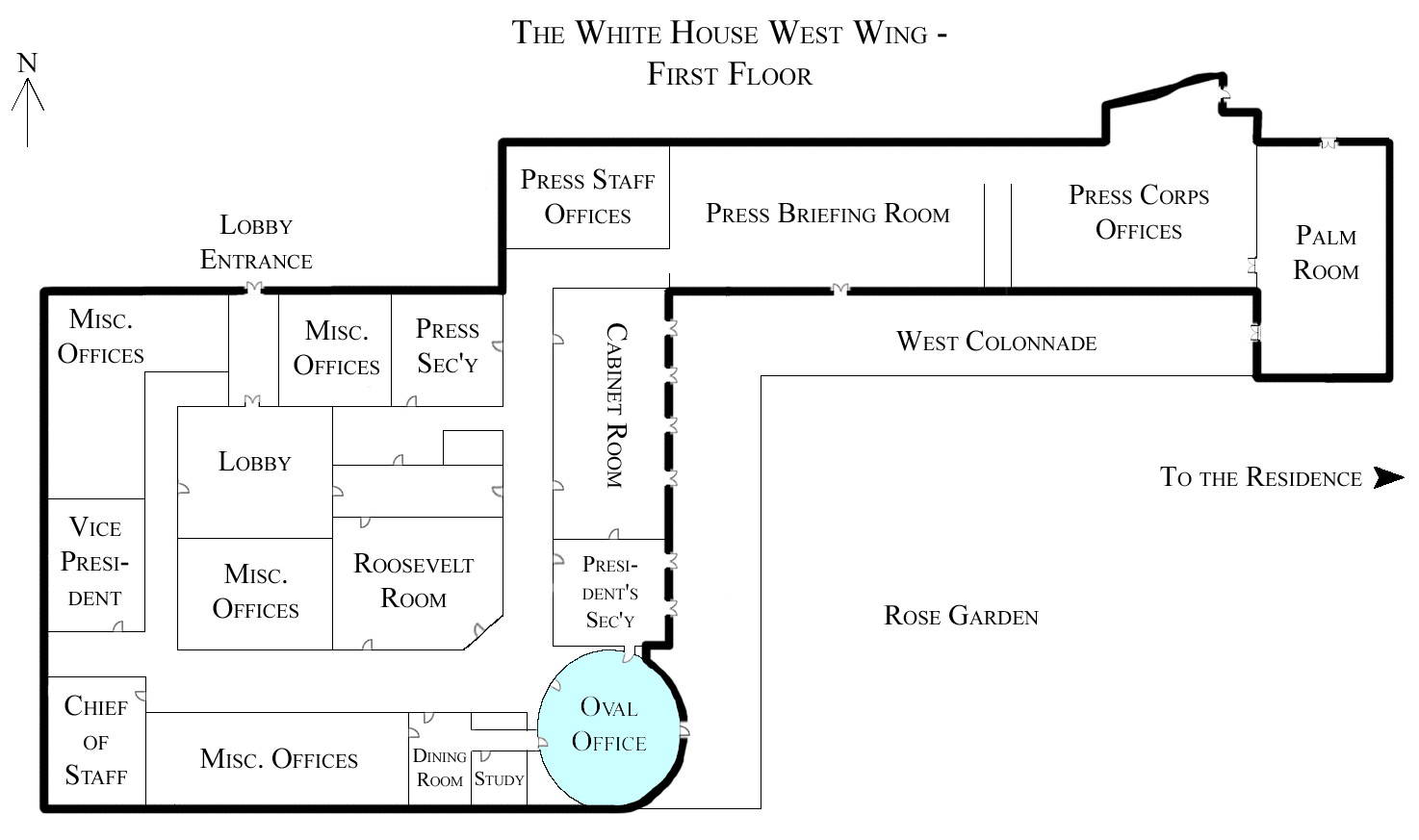
Расположение Овального кабинета в Западном крыле

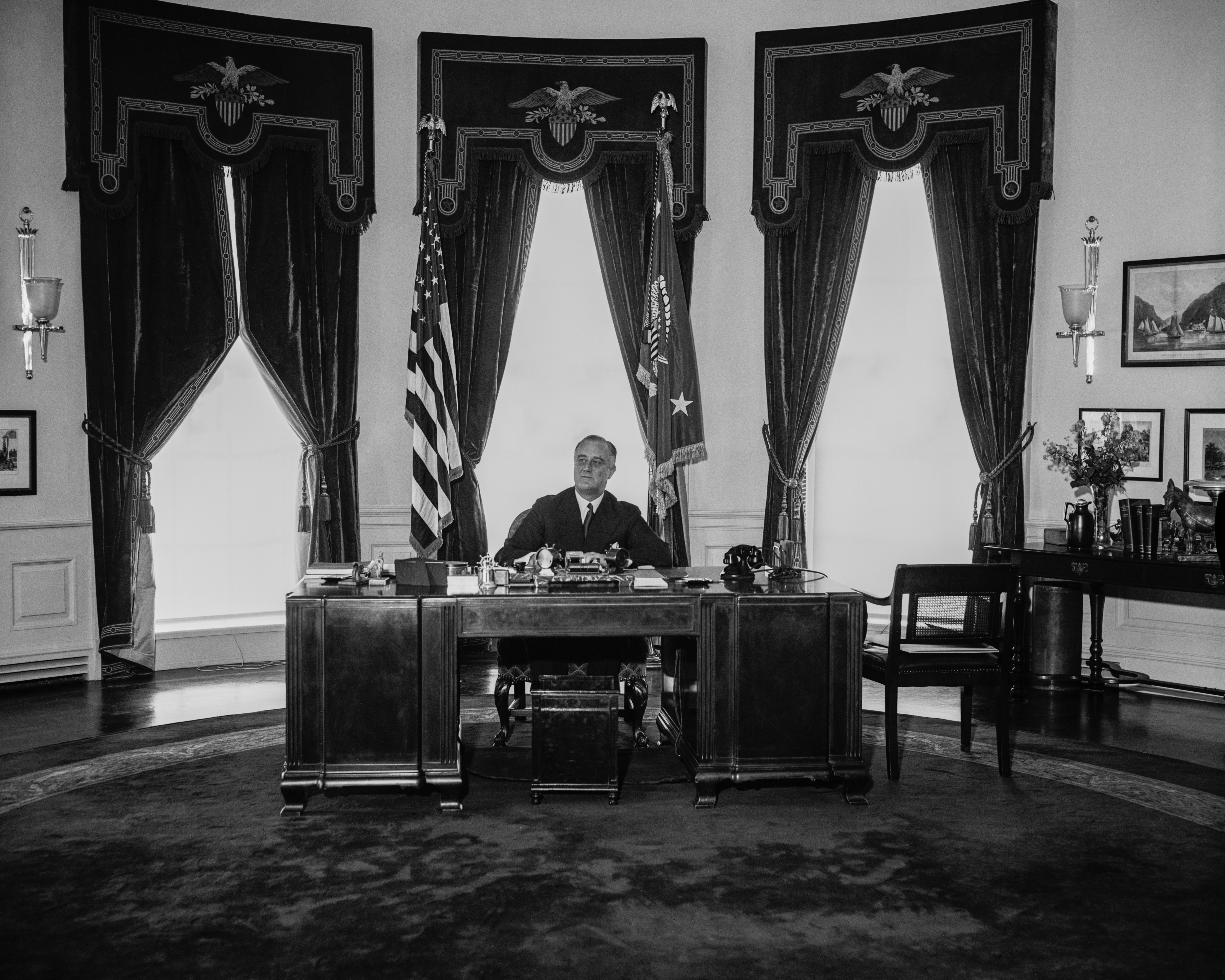
Франклин Д. Рузвельт в недавно отстроенном Современном Овальном кабинете, 31 декабря 1934 г.

Будучи недовольным размером и планировкой Западного крыла, президент Франклин Д. Рузвельт в 1933 году поручил нью-йоркскому архитектору Эрику Гуглеру провести его перепланировку. Чтобы увеличить пространство для персонала, не изменяя внешний облик здания, Гуглер устроил полноценный подвал, добавил подземные офисы под прилегающим газоном и незаметно надстроил пентхаус-этаж. Стремление максимально эффективно использовать площадь существующего здания привело к появлению узких коридоров и тесных рабочих помещений. Самым заметным изменением стало восточное расширение, в котором разместились новый Кабинет министров и Овальный кабинет.

Текущий Овальный кабинет был возведён в юго-восточном углу Западного крыла, чтобы обеспечить Франклину Д. Рузвельту, который передвигался в инвалидной коляске, больше уединения и удобный доступ к резиденции. Совместно с архитектором Эриком Гуглером он разработал кабинет, более внушительный с архитектурной точки зрения, чем его предшественники. В интерьере появились выразительные георгианские элементы: двери с массивными фронтонами, книжные полки, встроенные в ниши, массивный карниз с кронштейнами и потолочный медальон с Президентской печатью. Вместо люстры или подвесного светильника комната освещается скрытыми в карнизе лампами, мягко заливающими потолок светом. В деталях интерьера прослеживаются черты модерна — в настенных бра у окон и изображении орла на медальоне. Рузвельт и Гуглер тесно работали над проектом, нередко обсуждая идеи за завтраком, во время которых архитектор делал наброски по предложениям президента. Одна из таких идей, реализованная в расстановке мебели, — два кресла с высокими спинками перед камином: слева — для президента, справа — для гостя. Такая композиция позволяла Рузвельту сидеть наравне с собеседником и скрывала его физические ограничения. Строительство нового Овального кабинета завершилось в 1934 году.

### Декор

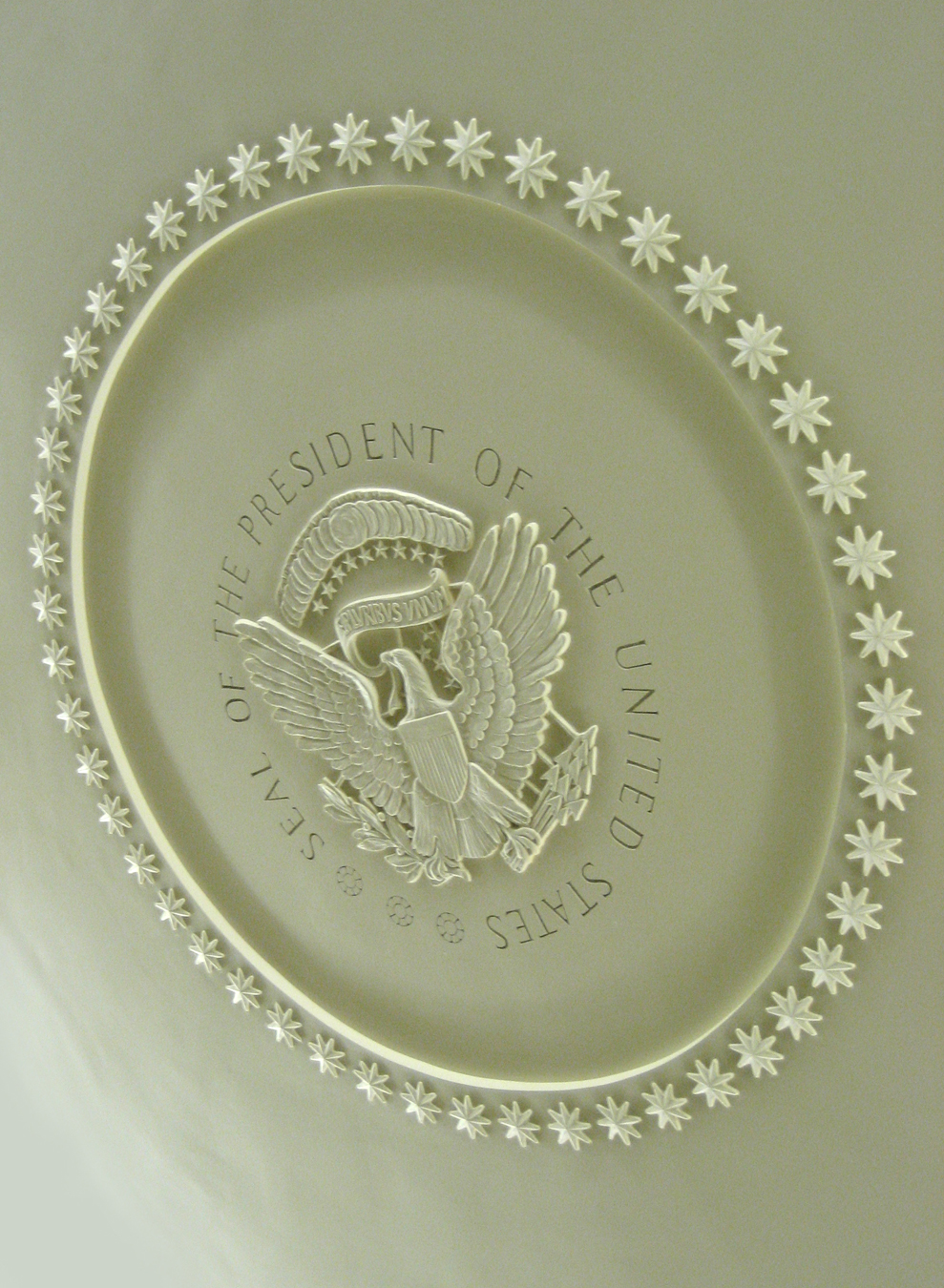
Медальон из гипса на потолке, установленный в 1934 году, включает в себя элементы печати президента Соединенных Штатов.

Основная меблировка Овального кабинета включает письменный стол, расположенный перед тремя южными окнами, два кресла у северной стены перед камином, пару диванов, а также различные столики и стулья. Неоклассическая каминная полка, изготовленная для Овального кабинета при президенте Тафте в 1909 году, была спасена после пожара в Западном крыле в 1929 году и продолжила использоваться. Традиция размещать на ней горшечный шведский плющ (Plectranthus verticillatus) появилась в середине XX века — современные растения происходят от одного оригинального экземпляра. В начале второго срока Дональда Трампа в 2025 году плющ был убран и заменён набором золотых декоративных предметов.
В 1947 году президент Гарри С. Трумэн заменил использовавшийся 23 года тёмно-зелёный ковер в Овальном кабинете. После Второй мировой войны он инициировал обновление президентской печати, и его новый сине-серый ковер включал её переработанную версию 1945 года, выполненную в монохроме за счёт различной высоты ворса. Этот ковер оставался в кабинете при последующих администрациях Дуайта Д. Эйзенхауэра и Джона Ф. Кеннеди. Реконструкция кабинета под руководством Жаклин Кеннеди началась 21 ноября 1963 года, когда супруги Кеннеди находились с визитом в Техасе. Уже на следующий день, 22 ноября, в кабинет была установлена красная дорожка — как раз в момент, когда президент был смертельно ранен в Далласе. После этого Линдон Джонсон вернул в кабинет ковер времён Трумэна и использовал его в течение своего срока. Начиная с Джонсона, большинство президентов стали заказывать индивидуальные ковры для Овального кабинета, сотрудничая с дизайнерами интерьера и кураторами Белого дома.

### Стол

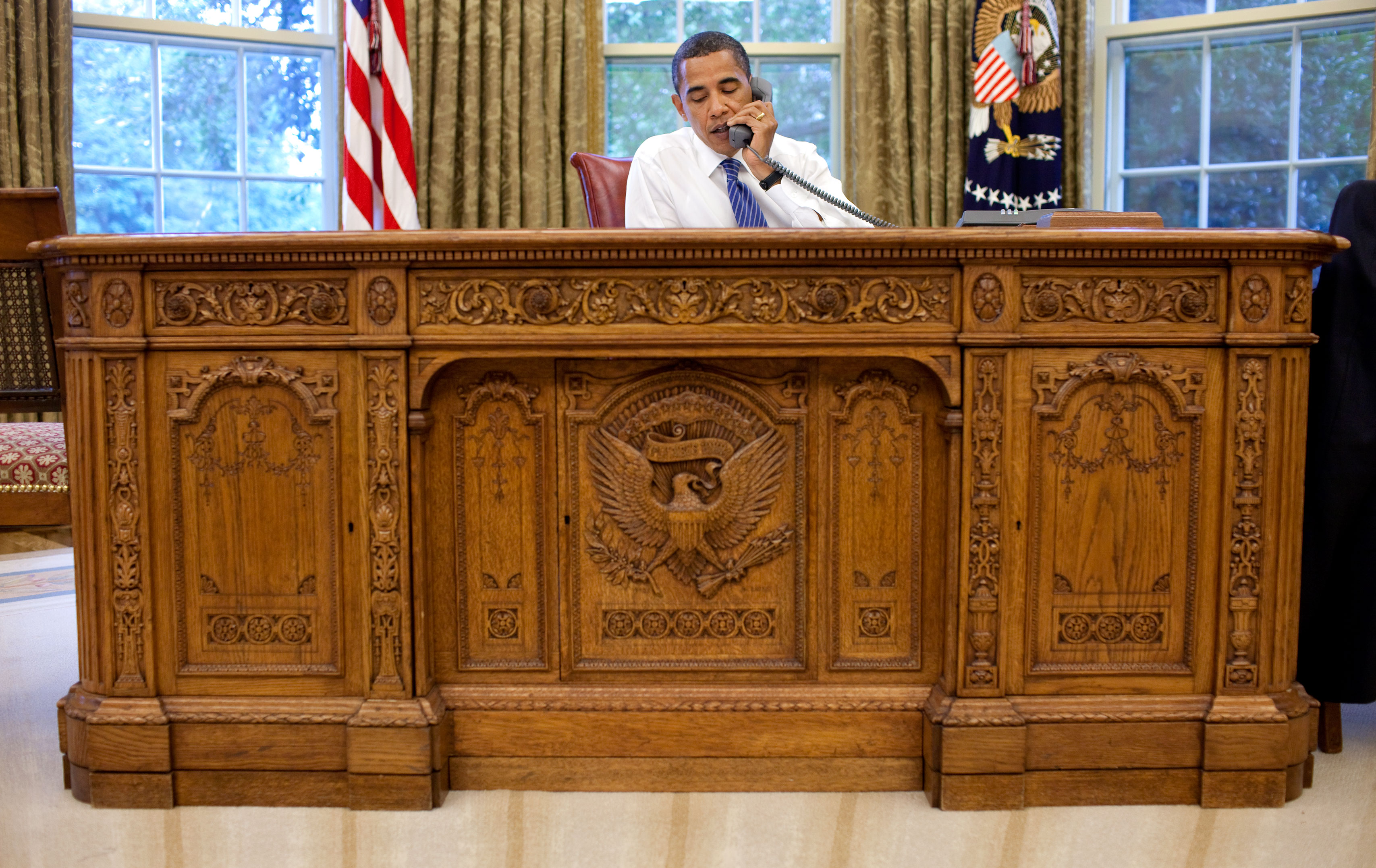
Президент Барак Обама сидит за столом «Резолют» в Овальном кабинете

С момента появления Овального кабинета в 1909 году шесть различных письменных столов использовались президентами США. Обычно стол размещают у южной стены кабинета, где расположены три больших окна. Для одних президентов этот стол служит исключительно для церемониальных целей — фотосессий, подписания документов и обращений к прессе, — в то время как другие используют его в качестве основного рабочего места.
Первым письменным столом, использовавшимся в Овальном кабинете, был стол Теодора Рузвельта. В настоящее время Дональд Трамп пользуется знаменитым столом Resolute. Из всех шести столов, которые когда-либо стояли в Овальном кабинете, именно Resolute служил дольше всего — им пользовались восемь президентов. Начиная с 1977 года, этот стол был постоянным атрибутом кабинета за исключением одного президентства: Джордж Буш-старший использовал стол C&O в течение своего единственного срока, сделав его самым кратковременно используемым столом в истории кабинета. Среди других столов, ранее использовавшихся президентами, были также столы Гувера, Джонсона и Вильсона.
С 1880 года главным и практически постоянным предметом интерьера кабинета является рабочий стол президента Резолют, изготовленный по приказу британского правительства из дубовых брусьев барка «Резолют» с дарственной памятной табличкой и подаренный королевой Викторией президенту Резерфорду Хейзу. Ряд президентов отказывались от использования стола, но впоследствии он возвращался на своё прежнее место. Стол также был модернизирован (дополнен) при Франклине Рузвельте.

## Галерея

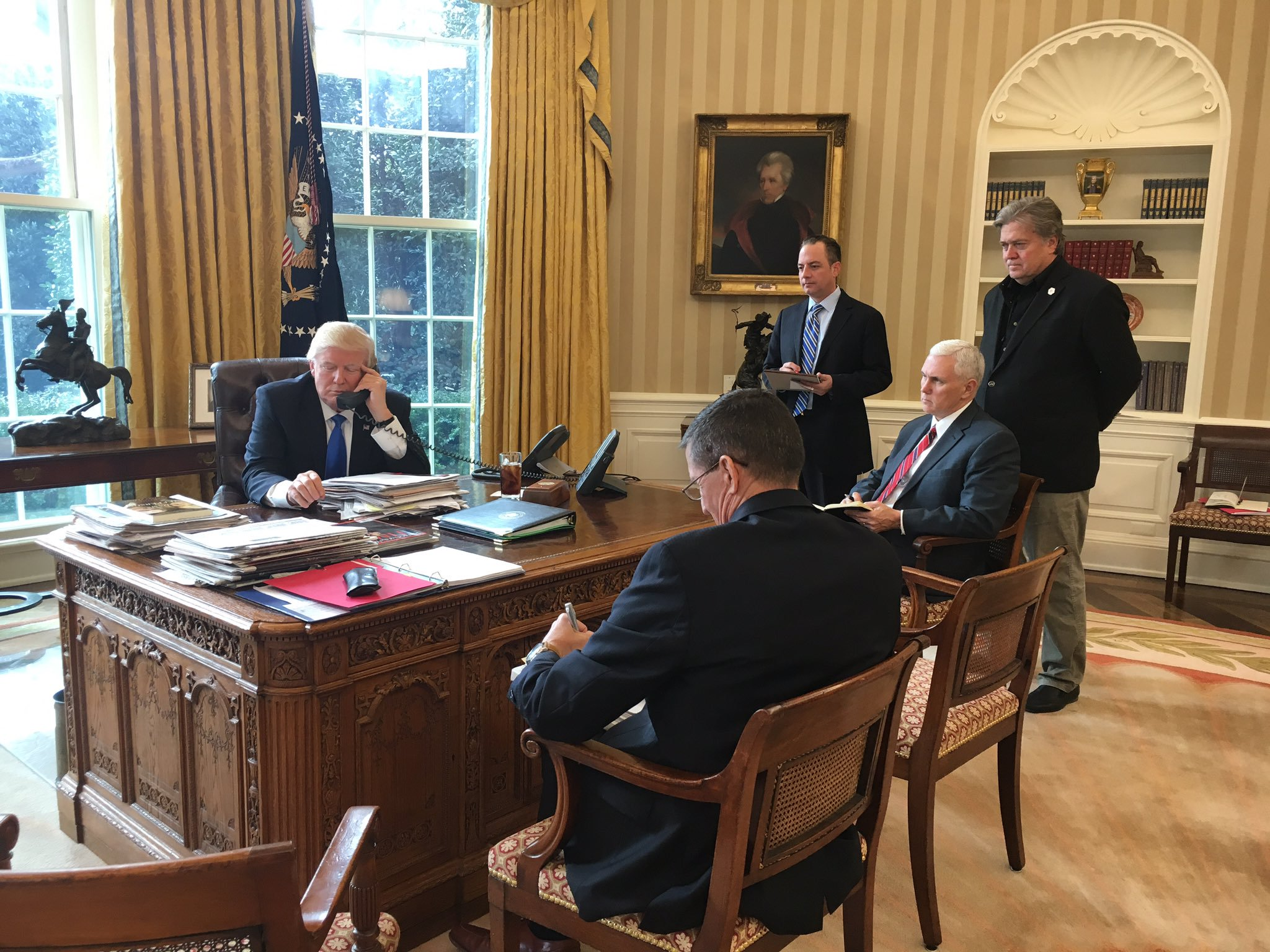
Дональд Трамп ведёт телефонный разговор с Владимиром Путиным. 28 января 2017 года
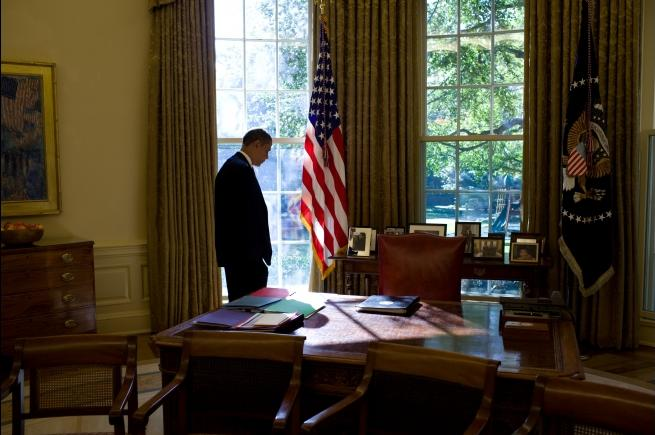
Президент Обама в овальном кабинете. 20 октября 2009 года
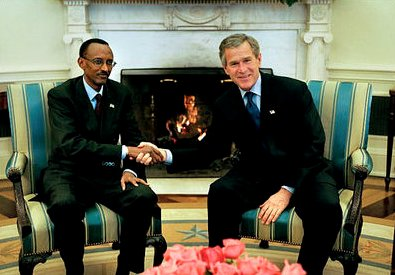
Одно из рукопожатий перед камином. Март 2003, гость — Поль Кагаме
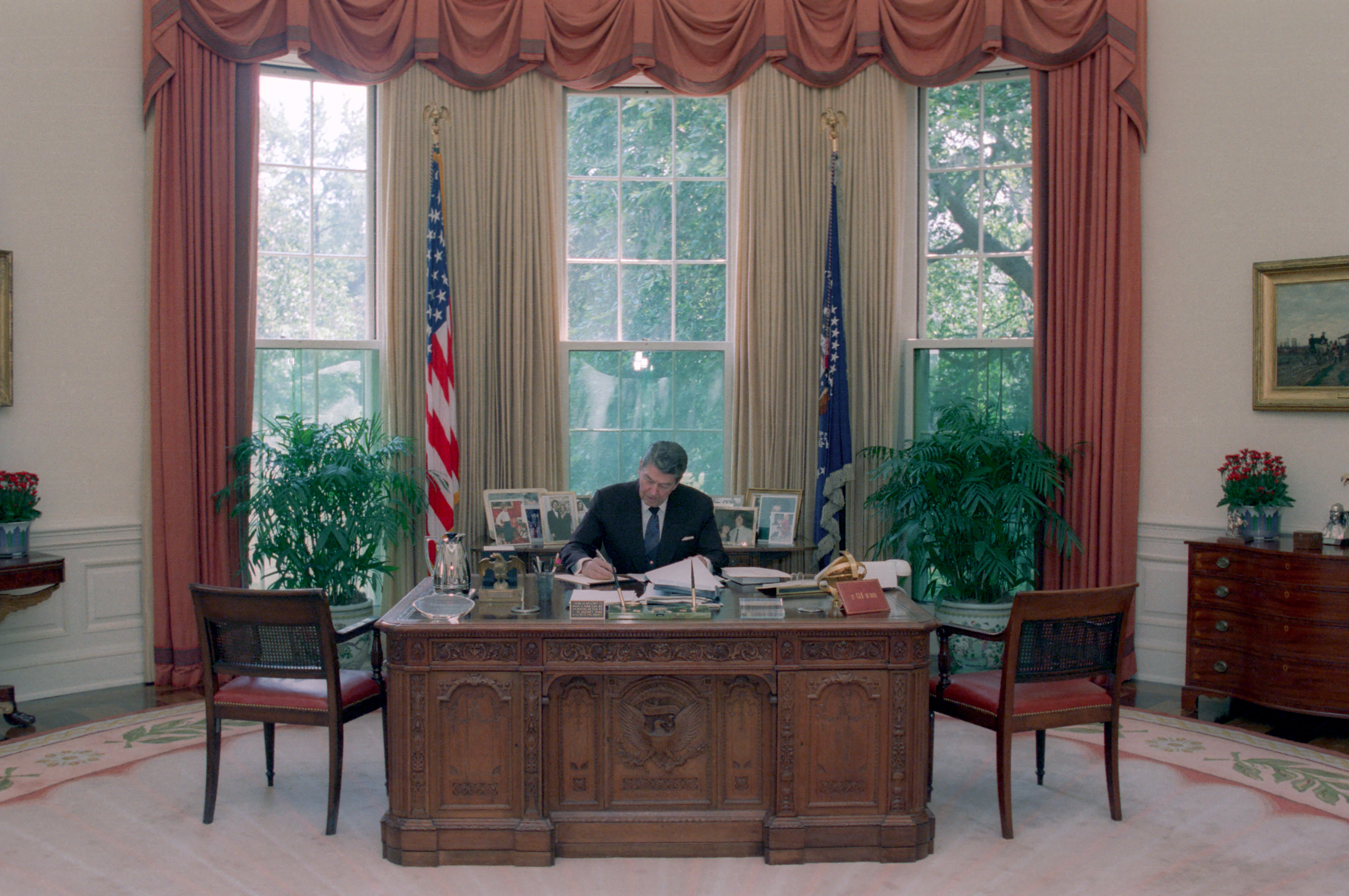
Овальный кабинет в 1988 году, во времена администрации Рональда Рейгана

## Статьи
- Как изменялся Овальный кабинет в период времени с 1909 по 2005 гг. (англ.). Home Designing. Дата обращения: 10 сентября 2016. Архивировано 14 июля 2014 года.